# SEAT Open 2000
SEAT Open 2000 — жіночий тенісний турнір, що проходив на закритих кортах з килимовим покриттям у Люксембургу (Люксембург). Належав до турнірів 3-ї категорії в рамках Туру WTA 2000. Турнір відбувся вдесяте і тривав з 25 вересня до 1 жовтня 2000 року. Третя сіяна Дженніфер Капріаті здобула титул в одиночному розряді й отримала 27 тис. доларів США.

## Фінальна частина

### Одиночний розряд
Дженніфер Капріаті —  Магдалена Малеєва, 4–6, 6–1, 6–4
- Для Капріаті це був перший титул в одиночному розряді за сезон і 9-й — за кар'єру.

### Парний розряд
Александра Фусаї /  Наталі Тозья —  Любомира Бачева /  Крістіна Торренс-Валеро, 6–3, 7–6(7–0)